# Silke Smulders
Silke Smulders (Loon op Zand, 1º aprile 2001) è una ciclista su strada olandese che corre per il team Liv AlUla Jayco. È attiva in formazioni UCI dal 2021.

## Palmarès
- 2024 (Liv AlUla Jayco, una vittoria)

1ª tappa Vuelta Ciclista Andalucia Elite women (Castellar de la Frontera > Alcalá del Valle)

### Altri successi
- 2018 (Juniores)

Ronde van Papendrecht

## Piazzamenti

### Grandi Giri
- Giro d'Italia

2021: 29ª
2024: 13ª
- Tour de France

2022: 79ª
2023: 46ª
- Vuelta a España

2023: 63ª
2024: 21ª

### Competizioni mondiali
- Campionati del mondo

Innsbruck 2018 - In linea Junior: 61ª
Yorkshire 2019 - In linea Junior: 13ª

### Competizioni continentali
- Campionati europei

Zlín 2018 - In linea Junior: 23ª
Alkmaar 2019 - In linea Junior: 15ª
Plouay 2020 - In linea Under-23: 8ª
Trento 2021 - In linea Under-23: ritirata